# Loi sur l'ordonnancement des corps des impôts
Lire en ligne

(ca) LLEI 9/2015, del 12 de juny, de modificació de la Llei 7/2007, de l'Agència Tributària de Catalunya, per a l'ordenació dels cossos tributaris d'adscripció exclusiva a l'Agència.

La loi sur l'ordonnancement des corps des impôts (en catalan Llei d'ordenació dels cossos tributaris) est une loi adoptée par le Parlement de Catalogne, promulguée le 12 juin 2015. Elle réforme le statut des fonctionnaires de l'Agence tributaire de Catalogne (ca) (ATC) pour adapter le régime du personnel à la création de l'administration fiscale catalane prévue par le gouvernement.
La loi est adoptée par le Parlement le 3 juin 2015 avec 72 voix « pour » de la majorité parlementaire, CiU et ERC, et de la CUP, 27 voix « contre » du PPC et de C's, et 31 abstentions du PSC, d'ICV-EUiA et de la députée non inscrite Marina Geli. Elle régit le statut des agents de l'ATC, répartis dans deux corps de la fonction publique : le corps supérieur des inspecteurs des impôts, et le corps technique des gestionnaires des impôts. Elle organise également les procédures de recrutement des agents, dans le but de faciliter la croissance de l'institution, qui doit passer en quelques années d'une petite administration de 325 agents à l'administration fiscale chargée de collecter tous les impôts payés en Catalogne. Le dispositif d'intégration volontaire des fonctionnaires d'État, créé pour faciliter le transfert de fonctionnaires de l'État vers l'administration catalane, est contesté par le gouvernement espagnol et annulé par le Tribunal constitutionnel en novembre 2015.

## Contexte

### Situation politique
L'article 204 du Statut d'autonomie de la Catalogne de 2006 prévoit la création d'une agence fiscale chargée de collecter les impôts catalans. L'Agence tributaire de Catalogne (ca) (ATC) est créée par la loi en 2007, avec la mission de gérer les impôts propres de la Généralité et des impôts cédés par l'État.
À la suite des élections au Parlement de Catalogne de 2012, les nationalistes de centre-droit de Convergence et Union (CiU) et la gauche indépendantiste d'Esquerra Republicana de Catalunya (ERC) ont conclu un accord de gouvernement, nommé Pacte pour la liberté, qui a permis l'investiture du deuxième gouvernement d'Artur Mas. L'objectif central de la nouvelle majorité est d'organiser une consultation d'autodétermination en 2014. Le pacte prévoit aussi la création des « structures d'État », c'est-à-dire de mettre en place les institutions nécessaires au fonctionnement du futur État catalan indépendant. Parmi elles figure la création d'une administration fiscale propre, dont l'ATC est l'embryon.
Dans le nouveau gouvernement investi en décembre 2012, le département de l'économie, dirigé par Andreu Mas-Colell, est restructuré pour créer un secrétariat à la fiscalité, qui est confié à Georgina Arderiu. Celle-ci est chargée de conduire le développement de l'ATC, pour la transformer en administration fiscale à part entière. La tâche est immense : pour que l'ATC puisse assumer ses nouvelles missions, elle doit adapter ses structures, travailler avec les députations provinciales qui recouvrent les impôts locaux, augmenter massivement son personnel et se doter d'un nouveau système d'information. Elle est aussi politiquement difficile : bien que le gouvernement catalan agisse dans le cadre légal du statut d'autonomie, ses intentions souverainistes suscitent l'hostilité du gouvernement espagnol, qui entend entraver le projet.
En février 2014, le Conseil consultatif pour la transition nationale (CATN), chargé de conseiller le gouvernement pour la conduite du processus indépendantiste, remet un rapport sur l'administration fiscale catalane, qui décrit les institutions dont aurait besoin le nouvel État dans ce domaine. Selon le CATN, l'administration fiscale unique recouvrerait 70 à 100 milliards d'euros par an. Son budget serait de 400 millions d'euros par an, et 7000 à 8000 fonctionnaires seraient nécessaires pour assurer ses missions, suivant la moyenne européenne de 1000 agents des impôts par million d'habitants. En particulier, l'administration fiscale devrait compter 200 à 300 inspecteurs des impôts, et 300 à 500 policiers spécialisés dans la lutte contre la délinquance fiscale et le contrôle douanier. Dans les faits, environ 5 000 personnes, toutes administrations confondues, exercent des missions fiscales en Catalogne, sans compter les services centraux de l'État à Madrid.
Une première étape est franchie en février 2014 avec la création du réseau Tributs de Catalunya, qui organise la collaboration entre l'ATC et les quatre députations provinciales chargées de collecter les impôts locaux. Le réseau, constitué de 53 agences, permet à l'ATC de développer sa présence sur le territoire. L'objectif est de mettre en place un guichet unique pour les contribuables, qui doit progressivement être chargé du recouvrement de tous les impôts collectés en Catalogne.

### Croissance du personnel de l'ATC
Le budget accordé par Convergence et Union (CiU) et Esquerra Republicana de Catalunya (ERC) prévoit d'augmenter de 29 % le budget du secrétariat à la fiscalité en 2014, ce qui représente 35 millions d'euros. Pour adapter la structure de l'Agence tributaire de Catalogne (ATC) à l'extension de ses missions, la loi d'accompagnement du budget 2014 crée le corps technique des gestionnaires des impôts, un corps de fonctionnaires chargés des tâches opérationnelles de recouvrement des impôts. Jusqu'alors, une part importante des missions de l'ATC correspondaient à des fonctions d'expertise, confiées à la catégorie de fonctionnaires la plus élevée, le sous-groupe A-1. La création du corps technique des gestionnaires des impôts, qui appartient au sous-groupe A-2, vise à augmenter le personnel chargé des fonctions opérationnelles. La loi d'accompagnement du budget 2014 prévoit également que d'autres fonctionnaires de la Généralité puissent travailler de façon temporaire pour l'ATC. De plus, le gouvernement prépare un nouveau projet de loi sur l'ordonnancement des corps des impôts, qui consiste à réformer le statut de son personnel pour l'adapter au développement de ses missions. La loi d'accompagnement enjoint au gouvernement d'élaborer ce projet pour juin 2014,.
Une procédure de recrutement est lancée pour la première fois en avril 2014 pour le nouveau corps technique des gestionnaires des impôts. 24 postes de fonctionnaires sont ouverts, dont 15 gestionnaires, 2 sous-inspecteurs et 7 experts en procédure fiscale. L'offre est ouverte aux fonctionnaires de la Généralité mais aussi d'autres administrations. La Généralité espère notamment attirer des fonctionnaires qualifiés de l'État espagnol. 49 personnes sont candidates, dont 45 se présentent à l'examen en juin 2014. Cependant, le recrutement se heurte à l'opposition de l'administration fiscale de l'État (es) (AEAT), qui entrave le départ de ses agents. Elle refuse systématiquement de leur accorder le détachement, qui leur permettrait de rejoindre l'administration catalane tout en gardant la possibilité de revenir dans celle de l'État. Sans cette autorisation de détachement, les lauréats du concours peuvent seulement demander une mise en disponibilité, qui leur interdit de revenir pendant deux ans et ne leur garantit pas de retrouver leur poste. Des négociations sociales sont engagées mais elles n'aboutissent pas. Le gouvernement catalan considère la réaction de l'État comme « démesurée mais prévisible ».
Sur les 24 postes ouverts, l'administration fiscale de l'État espagnol (es) reçoit 18 demandes de détachement, qui sont toutes refusées. Seuls 6 agents optent pour le régime de la mise en disponibilité. Après cette expérience infructueuse, le gouvernement catalan entend modifier les conditions de recrutement de l'ATC, afin de contourner l'opposition de l'État.
Parallèlement, une autre procédure de recrutement est ouverte en novembre 2014 pour renforcer le corps supérieur d'inspection et de technique des impôts, qui correspond à des fonctions d'expertise du niveau le plus élevé, le sous-groupe A-1. 18 places sont ouvertes, ce qui correspond à un doublement du personnel existant.
L'accord entre CiU et ERC sur le budget 2015 prévoit de poursuivre la mise en place des structures d'État, et en particulier de l'administration fiscale. Il confie un budget de 44 millions d'euros au secrétariat à la fiscalité, soit une nouvelle hausse de 25 %. Le gouvernement prévoit également de créer 168 nouveaux postes à l'ATC, ce qui représenterait une augmentation de 50 % de son personnel.

## Adoption

### Projet de loi (2014)
En juillet 2014, le gouvernement présente le rapport préliminaire sur l'avant-projet de loi sur l'ordonnancement des corps des impôts d'affectation exclusive à l'Agence tributaire de Catalogne. Le texte a pour objet d'unifier les règles qui régissent le personnel affecté à l'Agence tributaire de Catalogne (ca) (ATC) dans le cadre de la législation ordinaire sur la fonction publique. L'objectif du gouvernement est de planifier plus efficacement le développement du personnel de l'ATC, pour qu'elle puisse assumer toutes les missions d'une administration fiscale.
Le projet de loi est adopté par le gouvernement le 25 novembre 2014. Il réorganise le statut des fonctionnaires de l'ATC pour l'adapter à ses nouvelles missions. Il répartit les agents affectés à l'ATC en deux corps, en créant le corps supérieur des inspecteurs des impôts, de niveau A-1, et en consolidant le corps technique des gestionnaires des impôts, de niveau A-2, créé par la loi d'accompagnement du budget 2014 et qui doit connaître une croissance rapide. Par ailleurs, le projet de loi prévoit des mesures pour faciliter le recrutement de fonctionnaires : il organise les procédures de promotion interne et de sélection par concours, et introduit une mesure « exceptionnelle et non obligatoire » d'intégration volontaire de fonctionnaires de l'État. Ce dispositif doit permettre de renforcer rapidement et à moindre coût l'ATC en recrutant des agents expérimentés de l'administration fiscale de l'État, plutôt que de recruter et former des personnes extérieures. Il permet aussi de contourner l'opposition de l'État au départ de ses agents, qui avait entravé le recrutement de gestionnaires des impôts quelques mois plus tôt.
En janvier 2015, après l'annonce d'élections anticipées en septembre, le gouvernement sollicite le recours à la procédure d'urgence extraordinaire, pour adopter la loi avant la fin de la législature.

### Adoption par le Parlement (2015)
Le projet de loi sur l'ordonnancement des corps des impôts est débattu par le Parlement en février 2015. Il est soutenu par les partis de la majorité, Convergence et Union (CiU) et Esquerra Republicana de Catalunya (ERC), ainsi que par le Parti des socialistes de Catalogne (PSC), Iniciativa per Catalunya Verds - Esquerra Unida i Alternativa (ICV-EUiA), la Candidature d'unité populaire (CUP) et la députée non inscrite Marina Geli. Le Parti populaire catalan (PPC) et Ciutadans (C's) y sont opposés.
Le projet est examiné en commission au printemps 2015. L'un des architectes de l'administration fiscale catalane, Jordi Boixareu, déclare au Parlement que le projet exclut la coopération avec l'État espagnol, car celui-ci refuse toute forme de collaboration. Il estime que l'augmentation du personnel de l'ATC est nécessaire pour qu'elle assume ses nouvelles compétences : la gestion des nouveaux impôts propres de la Généralité, le recouvrement forcé, et le renforcement de la lutte contre la fraude fiscale. L'objectif est également de préparer la prise des compétences qui appartiennent à l'État espagnol. Selon le directeur chargé de concevoir la future administration fiscale, Joan Iglesias, le projet de loi reproduit à l'échelle catalane l'organisation de l'administration fiscale espagnole, et facilite l'accueil des fonctionnaires d'État dans l'administration catalane.
La loi sur l'ordonnancement des corps des impôts d'affectation exclusive à l'Agence tributaire de Catalogne est adoptée par le Parlement le 3 juin 2015 par 72 voix « pour » de la majorité parlementaire, CiU et ERC, et de la CUP, 27 voix « contre » du PPC et de C's, et 31 abstentions du PSC, d'ICV-EUiA et de la députée non inscrite Marina Geli. Le PSC et ICV-EUiA ont décidé de s'abstenir après que leurs propositions d'amendements ont été rejetées par les partis de la majorité,.
Le porte-parole du PPC déclare que les plans « indépendantistes et sociaux-démocrates » du gouvernement créent les conditions de la victoire du communisme, et compare la politique du gouvernement avec la victoire d'Ada Colau aux élections municipales à Barcelone, qui selon lui va conduire à la création d'un « rideau de fer » autour de la place Sant Jaume, où sont situés le palais de la Généralité et la mairie de la ville. Ciutadans critique pour sa part la réforme de l'ATC comme servant seulement « à mieux affronter le processus de séparation de la Catalogne du reste de l'Espagne et sa sortie de l'Union européenne ».

## Contenu
La loi sur l'ordonnancement des corps des impôts d'affectation exclusive à l'Agence tributaire de Catalogne modifie la loi sur l'Agence tributaire de Catalogne de 2007. Elle a pour objet d'organiser la croissance de l'ATC, qui doit passer en quelques années d'une petite administration de 325 fonctionnaires à l'administration qui gère tous les impôts payés en Catalogne.
La loi organise les fonctionnaires affectés à l'ATC en deux corps :
- le corps supérieur des inspecteurs des impôts de la Généralité de Catalogne, qui appartient au sous-groupe A-1, correspond aux fonctions de direction des procédures de régularisation des infractions, d'enquête et de sanctions fiscales ;
- le corps technique des gestionnaires des impôts de la Généralité de Catalogne, qui appartient au sous-groupe A2, correspond aux agents chargés de détecter les irrégularités, de mener des enquêtes, et d'appliquer les procédures de régularisation et de sanction.

La loi règle la transition vers cette nouvelle organisation. Elle supprime le corps supérieur d'inspection et de technique des impôts et le corps technique d'évaluation des impôts, et elle prévoit les modalités du transfert des agents de ces anciens corps vers les nouvelles catégories. Pour le corps supérieur d'inspection et de technique des impôts, les fonctionnaires à l'échelon d'inspection fiscale sont transférés dans le nouveau corps des inspecteurs des impôts, tandis que l'échelon de technique fiscale est placé en extinction progressive avec des possibilités de promotion interne de ses agents.
L'article 4 de la loi introduit deux dispositions qui permettent l'intégration volontaire de fonctionnaires d'État dans les deux corps affectés à l'ATC. Elles concernent les fonctionnaires d'autres administrations qui exercent des missions similaires à celles de l'ATC, et qui sont soit affectés en Catalogne, soit employés par un service auquel la Généralité a confié certaines de ses missions.
Enfin, la loi enjoint au gouvernement de prendre des mesures pour développer l'implantation territoriale de l'ATC, dans un délai d'un an.

## Annulation partielle
En juillet 2015, le gouvernement espagnol conteste devant le Tribunal constitutionnel les deux dispositions de l'article 4 de la loi qui organisent l'intégration volontaire des fonctionnaires de l'État aux corps de fonctionnaires catalans. Il soutient que ce dispositif porte atteinte au droit fondamental de tous les citoyens espagnols d'accéder dans des conditions égales aux fonctions et charges publiques, car il exclut les fonctionnaires de l'État qui ne remplissent pas les conditions définies par la loi, c'est-à-dire ceux qui ne sont pas basés en Catalogne et dont les fonctions n'ont pas de lien avec la Généralité. Le gouvernement espagnol juge également que la loi porte atteinte au statut des travailleurs publics, en permettant l'accès à la fonction publique par une procédure de concurs, qui est une procédure d'exception, au lieu des procédures normales d'oposició ou de concurs-oposició.
En septembre 2015, le Tribunal constitutionnel suspend les deux dispositions contestées. Le même jour, il suspend l'impôt catalan sur les opérateurs de téléphonie. Ces décisions interviennent dans un contexte de tensions politiques entre le gouvernement indépendantiste catalan et le gouvernement espagnol, pendant la campagne pour les élections plébiscitaires du 27 septembre 2015. Les indépendantistes accusent l'État espagnol de suivre une stratégie d'« asphyxie » financière de la Généralité et de « recentralisation » du pouvoir, en entravant le développement de l'Agence tributaire de Catalogne (ca) (ATC), et en attaquant systématiquement les décisions du Parlement catalan devant le Tribunal constitutionnel, notamment la taxe sur les opérateurs de téléphonie, l'impôt sur les dépôts bancaires, l'impôt sur les centrales nucléaires, et le décret-loi sur la précarité énergétique.
Le 25 novembre 2015, le Tribunal constitutionnel annule définitivement les deux dispositions attaquées. Il donne raison au gouvernement espagnol en jugeant que le mécanisme qui permet l'intégration volontaire des fonctionnaires d'État basés en Catalogne porte atteinte au droit d'accès dans des conditions d'égalité à la fonction publique, et empiète sur la compétence réservée à l'État de déterminer le statut des fonctionnaires. Cette décision gêne les plans du gouvernement catalan pour développer l'ATC, mais, après la victoire des indépendantistes lors des élections plébiscitaires du 27 septembre 2015, le gouvernement entend accélérer la mise en place des structures d'État pour préparer l'indépendance de la Catalogne. Quelques semaines plus tôt, le Parlement a adopté la Déclaration sur le lancement du processus d'indépendance de la Catalogne qui annonce le début de la rupture avec l'État espagnol, et notamment la création prochaine d'une administration fiscale catalane à part entière.

## Application
L'application de la loi s'inscrit dans le projet global de transformation de l'Agence tributaire de Catalogne (ca) (ATC) en administration fiscale catalane. En juillet 2015, le président Artur Mas annonce le modèle d'organisation de cette future administration. Après les élections plébiscitaires du 27 septembre 2015, qui ont donné une majorité aux indépendantistes, et la formation du gouvernement de Carles Puigdemont, grâce à une alliance entre Junts pel Sí (JxSí) et la Candidature d'unité populaire (CUP), en janvier 2015, le nouveau gouvernement souhaite amplifier la création des structures d'État, pour préparer en dix-huit mois l'indépendance de la Catalogne. Le vice-président et conseiller à l'économie et à la fiscalité, Oriol Junqueras, annonce en février 2016 que la mise en place de l'administration fiscale, « pilier de la nouvelle république » est l'une des priorités de son mandat. Son secrétaire à la fiscalité, Lluís Salvadó, est chargé de poursuivre le développement de l'ATC pour la transformer en administration fiscale dans le temps record de la législature. Le gouvernement prévoit d'ouvrir quinze nouvelles agences des impôts sur le territoire, et de doubler le personnel de l'ATC, qui doit passer de 378 à 800 agents au cours de l'année 2017.
En mars 2016, le gouvernement prend un décret qui organise les procédures de recrutement des fonctionnaires de l'ATC. Il introduit plus de flexibilité dans les voies d'accès, en permettant d'utiliser les procédures d'oposició ou de concurs-oposició, alors que cette dernière était auparavant réservée à la promotion interne. Il crée également le concept de « reserva de nota » : lorsqu'une épreuve à un concours est réussie, le candidat conserve le bénéfice de cette épreuve pour le concours suivant. Enfin, il introduit une plus grande flexibilité des conditions pour accéder à la promotion interne.
Plusieurs procédures de recrutement sont ouverts pour renforcer le personnel de l'ATC. Elles suivent les règles habituelles de la fonction publique, le mécanisme d'intégration des fonctionnaires d'État ayant été suspendu par le Tribunal constitutionnel. La Généralité prévoit de recruter 20 inspecteurs des impôts, 40 gestionnaires des impôts, et 29 gestionnaires des impôts non titulaires.
Le recrutement des inspecteurs des impôts est ouvert en octobre 2015. 20 postes sont offerts, dont 10 pour les candidats extérieurs et 10 pour la promotion interne. C'est le premier concours de ce type organisé par la Généralité depuis la création de l'ATC en 2007. 90 personnes sont candidates, dont 74 candidats extérieurs et 16 fonctionnaires candidats à la promotion interne.
Le recrutement des gestionnaires des impôts est ouvert en avril 2016. 40 postes sont offerts, dont 20 pour les candidats extérieurs et 20 pour la promotion interne. 316 personnes sont candidates, dont 305 candidats extérieurs et 11 fonctionnaires candidats à la promotion interne. Il s'y ajoutent 29 postes de gestionnaires des impôts non titulaires, ouverts à la même période, pour lesquels 355 personnes sont candidates.